# Дзонг
Дзонг (тиб. རྫོང་, Вайли rdzong) е вид крепостна архитектура, разпространена в Бутан и Тибет. Сградите са масивни, с извисяващи се външни стени, обграждащи комплекс от религиозни, административни и жилищни сгради около вътрешен двор.

## Характеристика
Отличителните черти включват:
- високи, наклонени навътре стени от тухли и камъни, боядисани в бяло, с малко или никакви прозорци в долните части на стената;
- използване на заобикаляща червена лента в горната част на стените, понякога придружавана от големи златни кръгове;
- използване на уникален стил на разширяващи се покриви на храмовете;
- масивни входни врати, направени от дърво и желязо;
- вътрешните дворове и храмове са оцветени в ярки цветове и с будистки мотиви, като например аштамангала или свастика.

### Бутан
Дзонговете служат като религиозни, военни, административни и обществени центрове на съответния район. Често в тях се провеждат религиозни и цечу фестивали.
Стаите в дзонга обикновено са разпределени едната половина за административни функции, а другата половина за религиозни функции. Това разделение между административни и религиозни функции отрязва идеализираната двойственост на властта – между религиозните и административните клонове на правителството.

### Тибет
В миналото Тибет е бил разделен на 53 окръга, също наречени „дзонгове“. Имали са по двама управители и лама. Притежавали са гражданска и военна власт, но са били подчинени на генералите и на китайските амбани до прогонването им след Синхайската революция през 1912 г. Днес 71 области от Тибетския автономен регион се наричат „дзонгове“.

## Разположение
Бутанската дзонг архитектура достига своя апогей през 17 век по времето на Нгаванг Намгял, основателя на Бутан. Той разчитал на видения и поличби, които му показвали къде да построи дзонговете. Съвременните военни стратези са забелязали, че дзонговете действително са добре разположени, имайки предвид функцията им на отбранителни крепости.
Дзонговете често са построявани върху хълмове или върху планински издадени скали. Ако дзонгът е построен върху склона на долина, тогава по-малък дзонг или наблюдателна кула обикновено са построявани по-нагоре по склона, с целта да пази наклона от атакуващи, които биха могли да стрелят директно във вътрешния двор на дзонга по-долу.

## Строителство
По традиция, дзонговете са строени без използването на архитектурни планове. Бместо това строежът започва под ръководството на висш лама, който установява всяка размерност чрез духовно вдъхновение.
В миналото дзонговете са били строени с неплатен труд, който е прилаган като вид такса за всяко домакинство в района. С това задължение всяко семейство е трябвало да предостави или да наеме определен брой работници, които е трябвало да работят няколко месеца по време на тихите периоди на селскостопанската година.
Дзонговете включват тежко иззидани стени около вътрешния двор. Основните функционални места обикновено са подреждани в две отделни зони: административни офиси и религиозни помещения (включващи храмове и жилища за монасите). Основният храм може да се използва като отбранително съоръжение. Вътрешните сгради също се строят от камък и са варосвани. По-големите помещения, като например основния храм, имат масивни вътрешни дървени колони и греди.
Покривите се строят масивно от твърдо дърво и бамбук и цветно декорирани по стрехите. Традиционно в строежът им не се използват пирони. Откъм стрехите са отворени, за вентилация на помещенията.
Вътрешните дворове обикновено са постлани с камъни и са на по-високо, отколкото външния терен. Към тях водят масивни стълбища и тесни отбранителни входове с големи дървени врати. Всички врати имат прагове за да предотвратят влизането на духове. Храмовете обикновено са строени на по-високо от дворовете с допълнителни стълби, водещи към тях.
- Пунакха Дзонг и река Мо Чу
- Симтокха Дзонг близо до Тхимпху
- Вътрешен двор и кула в Ринпунг Дзонг близо до Паро

## Дзонг днес
По-големите съвременни сгради в Бутан често използват формата и много от външните характеристики на дзонг архитектурата при техния строеж. Все пак включват и модерни техники, като например бетонни рамки.
Архитектурата на кампуса на Тексаския университет в Ел Пасо (ТУЕП) е рядък пример за дзонг архитектура извън Хималаите.